# Tuvaphantes insolitus
Tuvaphantes insolitus är en spindelart som först beskrevs av Dmitri Viktorovich Logunov 1991.  Tuvaphantes insolitus ingår i släktet Tuvaphantes och familjen hoppspindlar. Inga underarter finns listade i Catalogue of Life.